# Ennser Hütte
Die Ennser Hütte ist ein Schutzhaus der Ortsgruppe Großraming der Naturfreunde Österreich im Reichraminger Hintergebirge. Die Hütte befindet sich auf 1295 m ü. A. in der Westflanke des Kamms Burgspitz – Almkogel auf der Prennalm. Sie ist von Mai bis Ende Oktober durchgehend geöffnet. Im Winter ist die Ennser Hütte am Wochenende und an Feiertagen bewirtschaftet. Die Ennser Hütte ist über eine nicht öffentliche Forststraße erreichbar, die für Mountainbiker freigegeben ist.

## Geschichte
1947 wurde mit der Errichtung der Hütte durch die Naturfreunde Großraming begonnen. Die Weiterführung des Baus und die Fertigstellung erfolgte durch die Naturfreunde Enns. Daher der Name Ennser Hütte. Die Eröffnung fand am 15. August 1957 statt. Nach 50 Jahren wurde die Hütte wieder an die Ortsgruppe Großraming übergeben. 2008 erfolgte zusammen mit dem Straßenbau ein umfangreicher Um- und Ausbau der Hütte, der 2018 abgeschlossen wurde.

## Zugänge
- Vom Bahnhof in Großraming über den Parkplatz Bamacher zur Hütte
- Von Brunnbach über den Gamsstein – ca. 3 Stunden
- Vom Bahnhof Küpfern über die Stallburgalm – ca. 4 Stunden